# آویوا بائومان
آویوا بائومان (انگلیسی: Aviva Baumann؛ زادهٔ ۱۰ ژوئیهٔ ۱۹۸۴) یک هنرپیشه اهل ایالات متحده آمریکا است. وی از سال ۱۹۹۳ میلادی تاکنون مشغول فعالیت بوده‌است.

## گزیده فیلمشناسی
از فیلم‌ها یا برنامه‌های تلویزیونی که وی در آن نقش داشته‌است می‌توان به آثار زیر اشاره کرد.
- مشکل سازان (۱۹۹۴)
- ته دره (فیلم) (۲۰۰۵)
- خیلی بد (۲۰۰۷)
- ذهن‌های مجرم (۲۰۰۸)
- ان‌سی‌آی‌اس (۲۰۰۹)
- قدیس جان از لاس وگاس (۲۰۰۹)
- مهره سوخته (۲۰۱۱)